# Gingalain

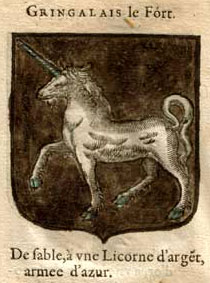
Brasão atribuído de "Gringalais" (ver abaixo)

Sir Gingalain (Guinglain, Gingalin, Gliglois, Wigalois, etc.), também conhecido por Le Bel Inconnu, ou "Fair Unknown", é uma personagem da lenda Arturiana cujas façanhas são recordadas em várias versões de um popular romance medieval. A sua alcunha difere dependendo da versão e da linguagem; é conhecido em Inglês como Libeaus Desconus. Ele é a personagem principal em Le Bel Inconnu, um poema escrito por Renaut de Beaujeu algures nos meados de 1180 e 1230, e no décimo terceiro manuscrito do século, Gligois. É no entanto incerto se o Gligois do manuscrito medieval se refere a Gawain's, filho ou outra personagem do ciclo "Fair Unknown".
O esboço básico do romance é semelhante na maioria das fontes, com pequenas variações na ênfase emocional de acordo com o autor. Gingalain é o filho de Sir Gawain pela Blanchemal, um ponto em que Gawain se encontra na floresta. Blanchemal mantém a identidade de Gingalain em segredo dele e nunca fala sobre sua linhagem. Ele percebe seu desejo de ser um cavaleiro depois de encontrar o corpo de um cavaleiro na floresta [4] e viaja para o tribunal do rei Arthur para ser nomeado como Sir Le Bel Inconnu. Um mensageiro vem solicitando ajuda para a Princesa de Gales, Blonde Esmerée ("Esmerée the Fair"), que está sob cerco pelo poderoso feiticeiro, Mabon. [5] Le Bel Inconnu pede a missão e acompanha a senhora de espera e mensageira da princesa, Hélie, para a cidade sitiada. Ele resgata a princesa e por gratidão, ela se oferece para ele em casamento. Antes de sua missão de resgate, Gingalain enfrenta várias aventuras. O mais significativo deles é a derrota de Malgier le Gris ("Malgier the Grey"), um pretendente indesejável que deseja casar com Pucelle aux Blanches Mains (a "Maid of the White Hands"), amante de Ile d'Or e Em certas versões, uma fae ou uma encantadora. A amante, no entanto, não quer se casar com o Gris e agradece quando Gingalain a resgata dele. Em gratidão (e eventualmente por amor), ela oferece seu casamento de salvação junto com suas terras. Eles planejam se casar, mas Le Bel Inconnu sai antes que eles com pressa para completar sua obrigação para a princesa galês. Mais tarde, ele retorna para visitar Pucelle para se desculpar pela partida abrupta durante sua visita inicial.
O rei Arthur realiza um torneio com a intenção de atrair Gingalain de volta ao tribunal - e orientar sua decisão de casamento mais para a recém-coroada Rainha de Gales. Ao juntar-se ao torneio, Gingalain teria que perder seu amor por Pucelle e nunca mais a ver. Ele decide se juntar ao torneio independentemente dos sacrifícios que ele teria que fazer. Pucelle oferece altruisticamente para ajudá-lo com seus poderes; Ela o transporta para fora de seu castelo com um cavalo, um escudeiro e uma armadura para poder se juntar ao torneio. [6] Gingalain eventualmente se casa com a rainha (de Beaujeu enfatiza que o casamento cumpre mais fins sociais do que emocionais) e depois descobre que Gawain é seu pai.